# 오다 노부타다
오다 노부타다(일본어: 織田信忠, 1557년 ~ 1582년 6월 21일)는 아즈치모모야마 시대의 다이묘이다. 오다 노부나가의 장남으로 혼노지의 변 때 아버지를 구하려다 아케치 미쓰히데군에 패하여 자결하였다.

## 생애

### 소년기
고지(弘治) 3년(1557년), 오다 노부나가의 장남(노부마사가 실재한다면 차남)으로서 오와리(尾張)에서 태어났다.
에이로쿠(永禄) 연간에 오다 씨는 가이(甲斐) 다케다(武田)한테 접근하고 있어 노부나가의 양녀가 다케다 신겐 (武田信玄)의 아들인 다케다 가쓰요리(武田勝頼)의 정실이 되어 있었으나 "고요군감(甲陽軍鑑)"에 따르면 에이로쿠 10년(1567년) 11월에 가쓰요리의 부인이 죽어, 다케다와의 동맹관계의 보강으로서 노부타다와 신겐의 5녀 마쓰히메(松姫)와의 혼약이 성립되었다. 에이로쿠 연간에 다케다 가문은 오다 가문의 동맹국인 도쿠가와 이에야스(徳川家康)의 영토에 해당하는 미카와(三河)・도토우미(遠江)를 침공하여 마쓰히메와의 혼약은 해소 되었다.
겐키(元亀) 3년(1572년)에 성인식을 하였고, 고호쿠(江北) 공략에 출진한 이후, 노부나가를 따라서 이시야마 합전(石山合戦), 이세 나가시마(伊勢長島) 공격, 나가시노 전투(長篠の戦い)에서 전전하였다.

### 노부나가의 후계자
덴쇼(天正) 3년(1575년), 이와무라 성(岩村城) 공격의 총대장이 되어, 다케다 가문의 부장・이냐아마 노부토모(秋山虎繁)를 항복시키고, 이와무라 성을 개성시켰다. 이 후 다케다 가문와의 전투에서 크게 무명을 세우게 된다. 덴쇼 4년(1576년, 노부나가로부터 오다 가문의 가도고가 미노국(美濃国)동부 · 오와리 국의 일부를 양도 받아 그 지배를 맡아. 기후성의 성주가 되었다.
덴쇼 5년(1577년) 2월에 사이카(雑賀) 공격에서 나카노성(中野城)을 낙성시켰고, 3월에는 스즈키 마고이치(鈴木孫一)을 항복시켰다. 8월에는 다시 반역한 마쓰나가 히사히데(松永久秀) 토벌의 총대장이 되어, 아케치 미쓰히데(明智光秀)을 선봉으로 하여 하시바 히데요시(羽柴秀吉)등 여러 장수를 이끌고, 마쓰나가 히사히데 · 히사미치(久通)부자가 농성한 신기산성을 낙성시켰다.
덴쇼 6년(1578년), 하리마 국(播磨国)의 고즈키 성(上月城)을 탈환하기 위해, 모리(毛利) 가문의 총수인 모리 데루모토(毛利輝元)기 10만 대군을 동원해, 본진은 다카마쓰 성에 두고, 깃카와 모토하루(吉川元春), 고바야카와 다카카게(小早川隆景), 우키타 다다이에(宇喜多忠家),수군 6만 1000명을 하리마에 전개시켜 고즈키 성을 포위하였다. 노부나가도 고즈키 성을 구원을 하기 위해, 노부타다를 총대장으로 삼아 아케치 미츠히데(明智光秀), 니와 나가히데(丹羽長秀), 다키가와 가즈마스(滝川一益)등 여러장수를 구원에 보내, 미키 성을 포위중 이었던 하시바 히데요시도 노부타다의 지휘하에 넣어, 총 세력 7만 2000명의 오다군이 하리마에 전개했다. 그러나 교착상태에 들어갔기 때문에, 전략상의 이유로 노부나가는 고즈케 성에서의 철퇴를 지시하고, 미키성의 공략에 전념했다. 농성한 아마고 가쓰히사(尼子勝久)의 주종은 항복해, 고즈케 성은 낙성되었다.
덴쇼 8년(1580년)에는, 오와리 국 남부를 총괄하고 있던 사쿠마 노부모리(佐久間信盛)와 안도 모리나리(安藤守就)가 추방당했기 때문에, 미노 · 오와리 2개국을 다스렸다.

### 다케다 정벌
덴쇼 10년(1582년)의 다케다 정벌에서는, 총대장이 되어서 미노 · 오와리의 군 5만명을 이끌고, 도쿠가와 이에야스 · 호죠 우지마사(北条氏政)와 함께 다케다령으로 진공을 개시하였다. 노부타다는 이나(伊那)방면에서 진국해서, 시나노(信濃) 남부의 다케다측의 거점인 이이다 성(飯田城),다카토오 성(高遠城)을 공략하였다. 노부타다의 진격이 빨라, 체제를 정비하는 것이 불가능해 스와(諏訪)에서 철퇴한 다케다 가쓰요리는, 신푸성(新府城)을 태우고 도망쳤다. 노부타다는 추격전을 개시하여, 노부나가의 본대가 다케다령에 들어오기 전에, 다케다 가쓰요리 · 다케다 노부카쓰(武田信勝) 부자를 덴모쿠 산 전투(天目山の戦い)에서 자결에 이르게 해, 다케다가문을 멸망시켰다. 3월 26일 고후에 입성한 노부나가는 노부타다의 전공을 상찬해 나시지마(梨地蒔)의 고시모노(腰物)를 주어, "천하의 뜻도 받아라" 라고 하는 의지도 표명했다. 논공행상에 의해 기기부장인 가와지리 히데타카(河尻秀隆)가 가이 국과 시나노 국 스와 군, 모리 나가요시(森長可)가 시나노 국 다카이(高井) · 미노치(水内) · 사라시나(更科) · 하니시나군(埴科郡), 모리 나가히데(毛利長秀)가 시나노 국 이나 군을 받게 된 것으로부터, 미노 · 오와리 · 가이 · 시나노의 4개국을 다스린다.

### 혼노지의 변
덴쇼 10년(1582년) 6월 2일의 혼노지의 변 때에는, 노부나가와 함께 빗추국 다카마쓰 성을 포위하고 있던 하시바 히데요시의 원군으로 가기 위해 교토(京都)의 묘카쿠지에 체재해 있었다. 노부나가의 숙소인 혼노사를 아케치 미쓰히데가 강습하자 혼노사로 아버지를 구하러 향했지만, 노부나가가 자결했다는 정보를 받고 미쓰히데를 맞아 싸우기 위해 이복동생인 쓰다 겐자부로(津田源三郎), 교토쇼시다이(京都所司代) 무라이 사다카쓰(村井貞勝) 등과 함께 황태자 사네히토 친왕(誠仁親王)의 저택인 니죠신고쇼로 이동, 노부타다는 사네히토 친왕을 탈출시키고, 주변에 몇 안되는 병사들과 함께 농성해 선전을 보였다. 그러나 아케치군의 정예 이세 사다오키(伊勢貞興)가 바싹 쳐들어오자, 자결하였다. 향년 26세. 아버지와 마찬가지로 노부타다의 목은 아케치 측에 발견되지 않았다.

## 평가

### 인물
- 통상 도쿠가와 중심의 사관(史観)에 따라 이에야스의 장남으로 무용이 뛰어나다고 알려진 마쓰다이라 노부야스(松平信康)와 비교되어 보잘것 없는 무장으로 평가되었으나, 현재 일본의 사학계는 노부나가의 후계자로써 충분한 능력과 자질을 갖춘 무장이었다는 평가가 주류를 이룬다. 노부타다를 보잘것없다고 보는 근거는 사학자 다카야나기 히데토시(高柳光寿)가 쓴 『청사단홍』(青史端紅)에서 마쓰다이라 노부야스의 할복 사건의 진상에 대해 다룬 설에서 유래한다. 이 설에 따르면 노부나가가 자신의 적자인 노부타다에 비해 이에야스의 적자인 노부야스가 한참 뛰어난 재능을 보였기에 적자의 장래를 염려해서 노부야스를 제거한 것이 사건의 진상이라는 것이다. 이 설은 다카야나기가 당시 일본 학회에서 지녔던 권위에 힘입어 널리 퍼졌고 그 결과 노부타다를 보잘것없다고 보는 평가가 오랫동안 정착하게 되었다. 하지만 이 설은 어디까지나 노부야스의 할복 사건을 중심으로 그 동기 가운데 한 가지 가능성을 제시했을 뿐, 양자의 업적을 제대로 비교한 것은 아니다. 때문에 최근 노부타다의 사적이 재검토되고, 노부나가라는 후견인의 존재을 고려하더라도 노부타다의 군무나 정무 수행은 무난한 것이었음이 지적되었으며 노부타다가 보잘것없는 무장이었다는 종래의 설은 근거가 부족하다는 견해가 유력해져 현재와 같은 주류의 평가로 바뀐 것이다.
- 혼노지의 변에서 노부나가에게는 탈출할 가망이 전혀 없었지만 노부타다는 교토에서 빠져나올 수 있었다. 당대기(当代記)에 따르면 미쓰히데 습격 당시 측근 가운데는 아즈치로 달아나 재기를 도모하자고 간언하는 자도 있었지만 「이 정도의 모반을 일으킨 놈이 그것도 계산하지 않고 교토 어귀에 군사를 배치해놓지도 않았겠느냐? 그리고 이대로 도망치는 것도 꼴사나운 짓이다.」라며 거절했다고 한다. 이것이 사실이라면 그 판단은 착오였고, 노부타다가 지나칠 정도로 순진했던 셈이지만, 당대기의 해당 일화는 신빙성이 명확하지 못하다.

### 일화
오쿠보 다다요(大久保忠教)가 쓴 『미카와 이야기』(三河物語)에 따르면 혼노지의 변 당시 변란 소식을 전해들은 노부나가가 가장 먼저 꺼낸 말은 「죠노스케(上之助) 그놈이 변심했나?」(上之助がべつしんか, 노부타다가 반란을 일으켰나)라고 말했다고 한다. 다만 혼노지의 변 당시 오쿠보 다다요는 교토에 있지도 않았기에 신빙성에 의문이 제기되고 있다.

## 가계
- 오다 노부타다는 오다 노부나가(織田信長)의 적남이다.
- 장남은 오다 노부마사(織田信正)라는 설이 있다.
- 친어머니는 이코마 씨라고 하는 설이 있다. 만약 이코마 씨가 생모라면 친형제에는 오다 노부카쓰(織田信雄), 이복동생에는 오다 노부타카(織田信孝), 하시바 히데카쓰(羽柴秀勝)가 있다.

## 같이 보기
- 오다 정권

| 전임 오다 노부나가 | 제5대 오다 단조노조가 당주 1575년 ~ 1582년 | 후임 오다 히데노부 |